# Atomopteryx unicolor
Atomopteryx unicolor là một loài bướm đêm trong họ Crambidae.